# Milo
För andra betydelser, se Milo (olika betydelser).

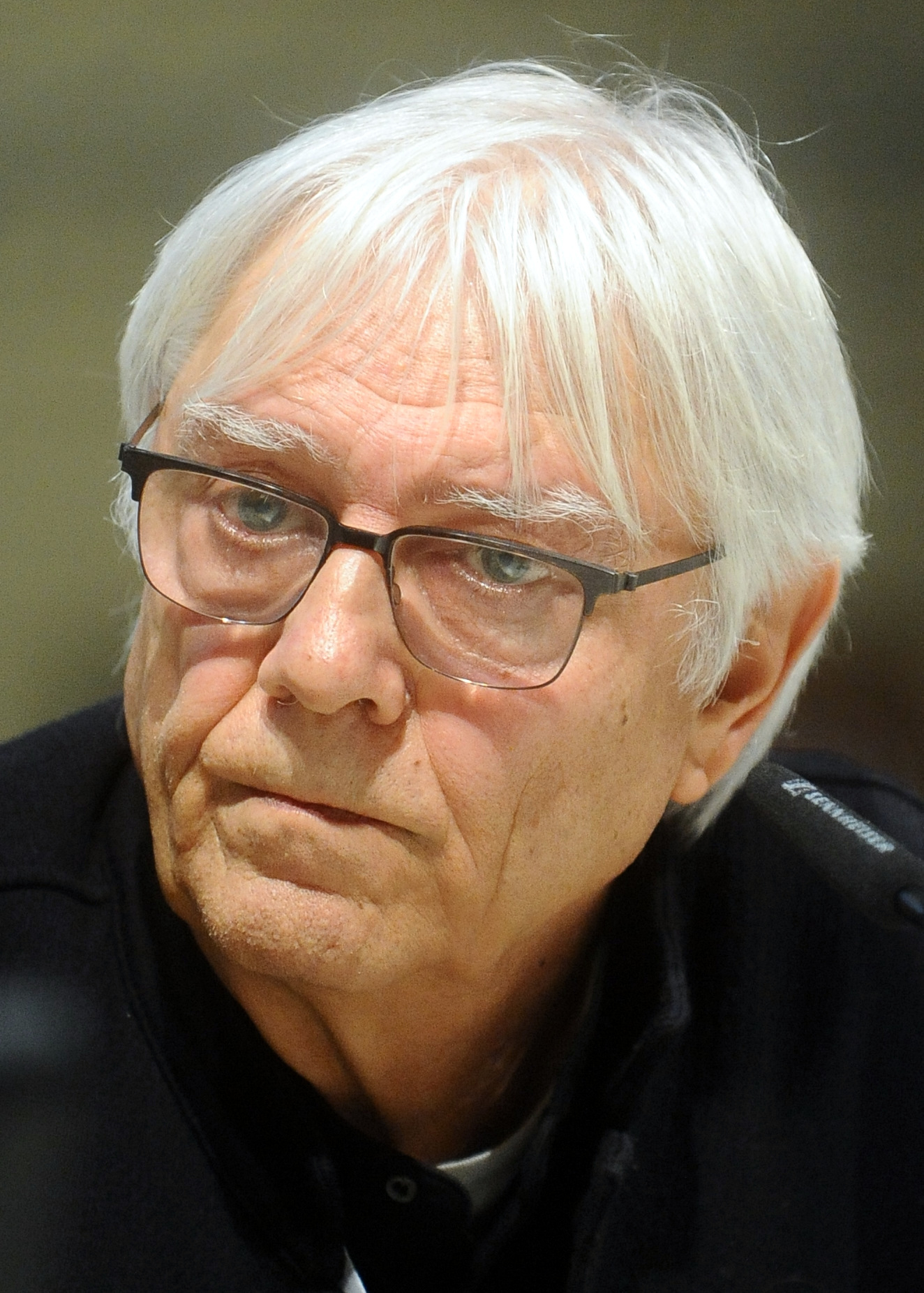
Milo Manara, 2015.

Milo, och stavningsvarianten Milos, är ett mansnamn som anses vara av många ursprung, bland annat germanskan, gotiskan, hebreiskan och grekiskan.
Med ett germanskt/gotiskt ursprung anses det betyda “den barmhärtige”; med ett hebreisk “min kärlek”, vilket har vidareutvecklats till “efterlängtad kärlek” i Sverige. På grekiska betyder milo äpple, vilket ger namnet betydelsen “den med kunskap” (efter kunskapens frukt i Adam och Eva).
Milos, Milós, Miilo och Miloš är alla varianter av namnet.
På topplistan över svenska namn var platsen år 2000 884, 2006 138 och 2012 56.
I den finlandssvenska namnsdagslängden har Milo namnsdag 7 september sedan 2020.

## Kända personer
- Milo Dahlmann – första svenska kvinnliga ensamseglaren att korsa Atlanten
- Milo Đukanović – premiärminister av Montenegro
- Milo Garrett Burcham – amerikansk flygare
- Milo Manara – italiensk serieskapare
- Miloš Obrenović I – furste och regent av Furstendömet Serbien
- Milo Rambaldi – en karaktär ur TV-serien Alias
- Milo Ventimiglia – amerikansk skådespelare
- Milo Yiannopoulos – brittisk journalist
- Titus Annius Milo – romersk politiker